# Alfred Poindron
Louis Alfred Poindron né le 4 juin 1867 à Paris (11e arrondissement) et décédé le 29 juin 1946 à Paris (17e arrondissement), est un militaire français.

## Biographie
Ancien élève de Polytechnique (X 1887), admis à l'École supérieure de guerre (1897) dont il sort breveté d'état-major, le colonel Poindron est en 1915 chef du Premier bureau du Grand quartier général des armées du général Joffre, vainqueur de la Marne et porteur du titre de général en chef des armées du Nord-Est.
Auprès du major général Maurice Pellé, Poindron s’occupe en particulier du matériel, élément essentiel dans la préparation des offensives.
Le 16 novembre 1915, il sera fait membre honoraire de troisième classe, ou Compagnon, du "Most Distinguished Order of Saint Michael and Saint George".
En 1918, Poindron finira la guerre avec le grade de général de brigade.
En 1919, appelé par le baron Brincard, il devient le premier directeur du personnel du Crédit lyonnais.
Le général Poindron possédait un château à Crosne.